# Stephalia dilata
Stephalia dilata är en nässeldjursart som först beskrevs av Bigelow 1911.  Stephalia dilata ingår i släktet Stephalia och familjen Rhodaliidae. Inga underarter finns listade i Catalogue of Life.